# 大日本帝国海軍航空隊
大日本帝国海軍航空隊（だいにっぽんていこくかいぐんこうくうたい、旧字体：大日本帝󠄁國海󠄀軍航空󠄁隊󠄁）は、大日本帝国海軍の航空部隊である。海軍航空隊は海軍航空機の運用と航空戦の任務に当たった。
海軍省の海軍航空本部は研究開発と教育訓練を担当していた。
日本軍は1910年（明治43年）に初めて航空機を入手して、第一次世界大戦中に航空戦に大きな関心を寄せて研究開発を進めた。当初はヨーロッパの航空機を調達していたが、すぐに独自の航空機を製造するようになり、航空母艦（空母）建造にも着手した。
帝国海軍は、最初から空母として建造されたものとしては世界最初となる空母「鳳翔」を1922年（大正11年）に進水させた。その後、帝国海軍は余剰な巡洋戦艦と戦艦の一部を空母に改造する計画に着手した。海軍航空隊は防空、侵入攻撃、海戦、その他の任務に当たった。これらの任務は海軍航空隊が解体されるまで続いた。
日本の航空兵訓練課程は非常に厳しい選抜による厳格なものであり、これによって質も高く勤務期間の長い航空兵集団を作ることができた。第二次世界大戦の初期には、彼らが太平洋の空を支配した。しかし訓練課程には長い時間を要した上、訓練用のガソリン不足もあいまって、海軍は戦時中に質の高い補充要員を十分に供給することができなかった。さらにアメリカ軍やイギリス軍と異なり、日本では訓練課程を修正して新兵の訓練を加速することもうまくいかなかった。その結果、航空兵の質・量はともに低下していき、その他の要因も加わって、1945年（昭和20年）8月の終戦期に向かっては損害が増加していった。

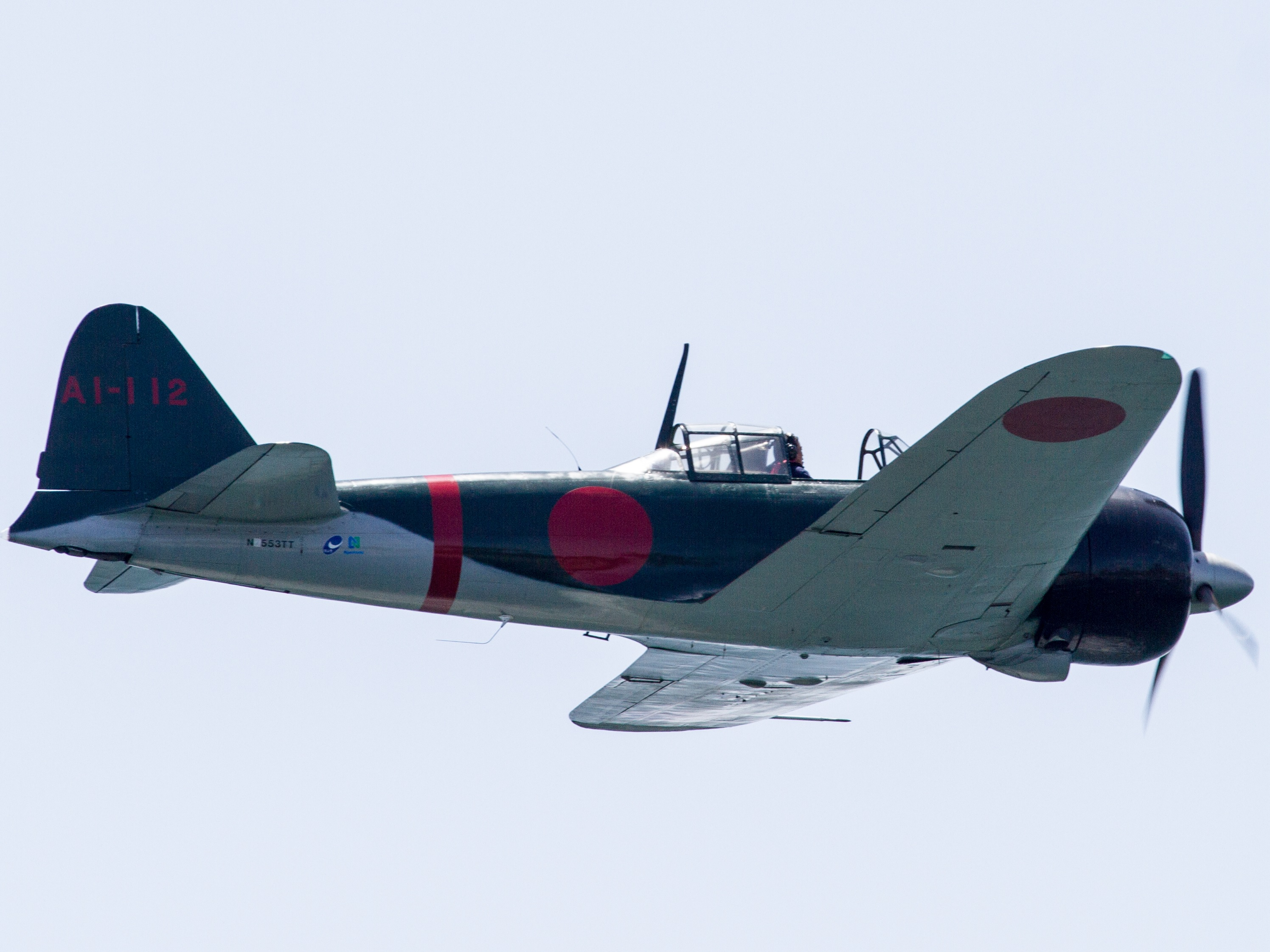
帝国海軍航空隊の主力航空機でもあった零式艦上戦闘機
（2017年エアレース世界選手権千葉大会デモフライト）

海軍航空隊の操縦士は、陸軍飛行隊の操縦士と同様に、操縦性の高い航空機を好んだ。このため、軽量で非常に俊敏な航空機の開発へとつながった。中でも最も有名なものが零式艦上戦闘機である。これは装甲板や防弾式燃料タンクなどの装備を犠牲にして、軽量化と俊敏性を達成したものであった。

## 歴史

### 黎明期

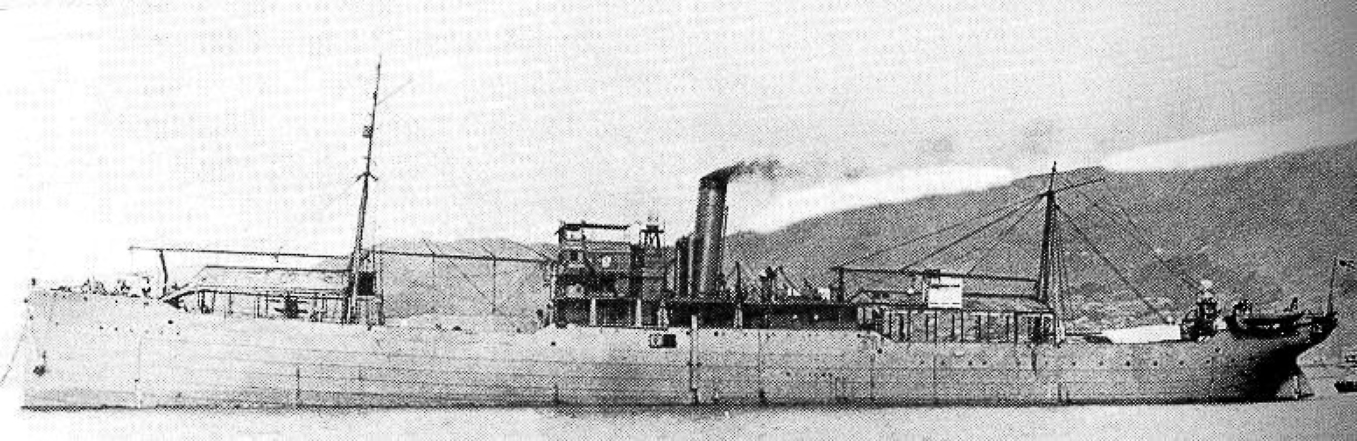
日本の水上機母艦若宮

1904年（明治37年）の日露戦争中旅順港封鎖時、旅順港内を空から偵察することの必要性が海軍航空隊創設の動機となった。
1909年（明治42年）3月、山本英輔が航空の研究に着手すべきであるとの意見具申書を海軍中央当局に提出し、同年7月「陸海軍臨時軍用気球研究会」が発足した。本研究では、気球を重視する傾向の強い陸軍側に、海上作戦に適する飛行機を重視する海軍は同調することができず、1912年（明治45年）6月「海軍航空術研究委員会」を設置した。
1912年（大正元年）11月12日横浜沖観艦式に、水上機2機が飛行参加し、海軍飛行機隊の初披露目を行った。翌1913年（大正2年）には、海軍の輸送艦若宮を水上機母艦に改造し、多数の航空機を購入した。

### 青島の戦い
1914年（大正3年）8月23日、日英同盟に基づいて、日本はドイツに宣戦布告した。日本軍は、名目的に参加したイギリス軍と共に、ドイツの膠州湾租借地と、その行政機能の中心であった山東半島の青島を包囲した。包囲戦の途中の9月初め、モーリス・ファルマンの水上機（現役2機、予備2機）を搭載した若宮はドイツ軍占領地や船舶に対して偵察及び航空爆撃を実行した。その後、9月30日に「若宮」は機雷により損傷したが、水上機は（陸上機に改装されて）ドイツ軍守備隊が降伏する1914年（大正3年）11月7日まで引き続き使用された。「若宮」から行われた航空攻撃は、海軍が行った航空攻撃としては史上初のものであり、実質的にみれば、「若宮」が帝国海軍最初の航空母艦であった。ドイツ軍の守備は手薄であったが、青島の戦いが終結するまでに航空機は50回出撃し、200発の爆弾を投下した。

### 戦間期

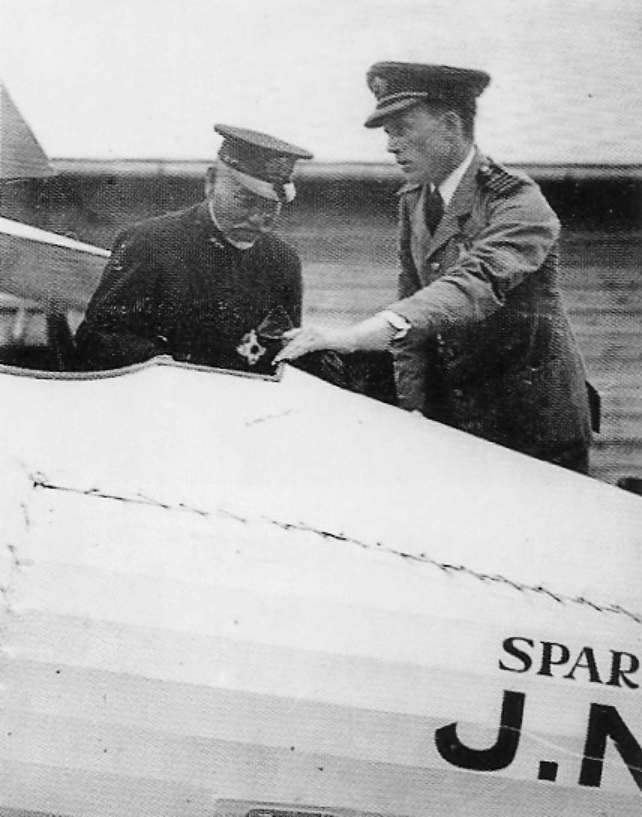
東郷平八郎元帥にスパローホークの説明をするセンピル大佐

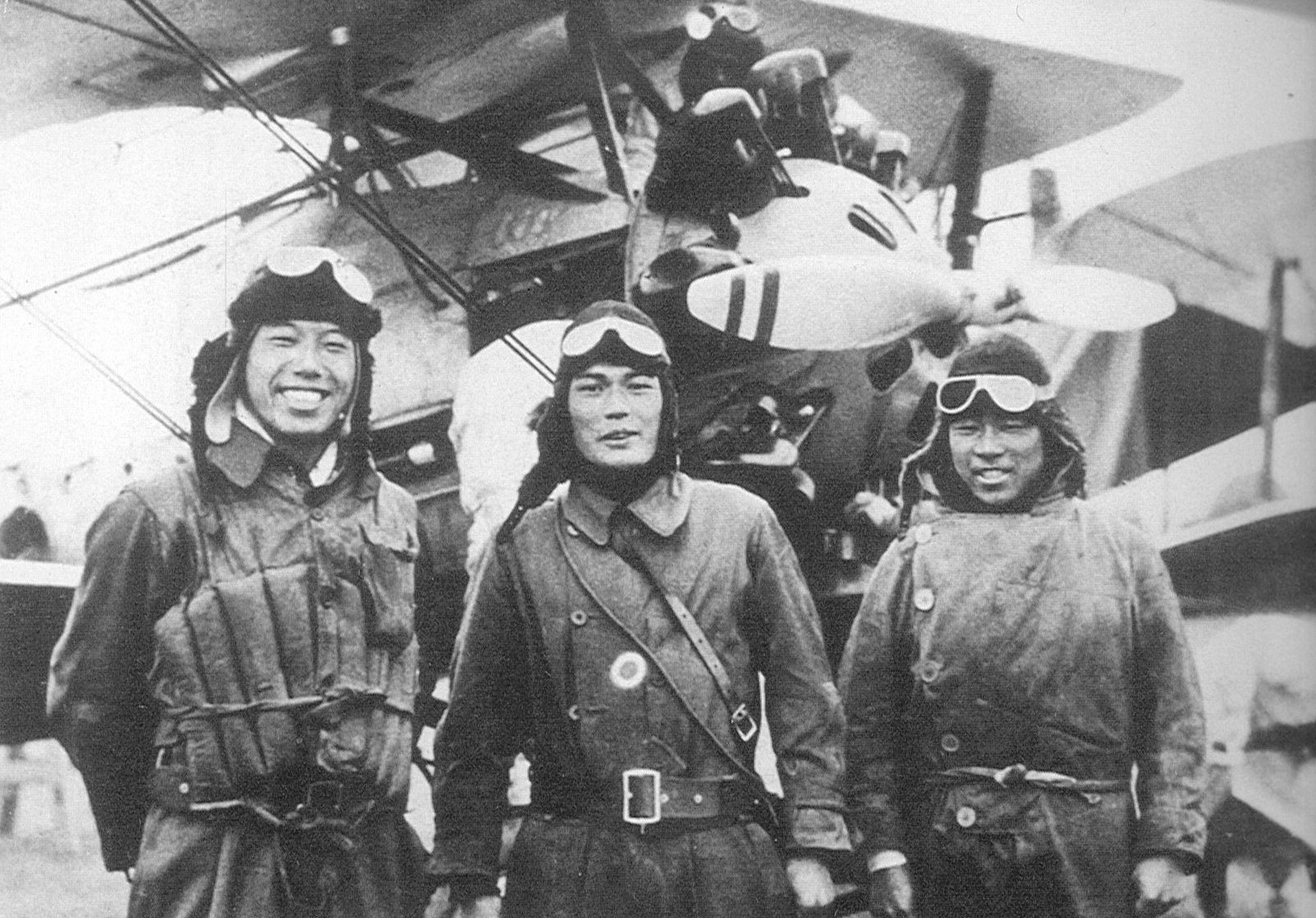
1932年（昭和7年）2月、ボーイングP-12を撃墜した航空母艦「加賀」の戦闘機搭乗員達。後は三式艦上戦闘機

1916年（大正5年）に海軍は飛行隊3隊を新設することを決定した。同年4月1日、「航空術研究委員会」は発展的解消を遂げ、航空教育機関として新たに横須賀海軍航空隊が開隊した。
帝国海軍は、第一次世界大戦中の三つの連合国の海軍における航空技術の進歩を綿密に監視し、イギリス海軍が海軍航空の分野では最も進歩していると結論づけた。1921年（大正10年）9月、イギリスの海軍航空技術を学ぶため、センピル大佐が率いるセンピル教育団を日本に招聘した。教育団はセンピル大佐を筆頭に29名の講師で構成され、日本に18ヶ月滞在した。ここでの教育によって、帝国海軍は航空の訓練・技術において飛躍的に前進した。
日本軍は、スパローホーク、パンサーといった、幾種類かの新しい航空機を使って、魚雷攻撃や航空管制など様々な技術の訓練を受けた。また、センピル教育団は、「アーガス」や「ハーミーズ」といった、最新式のイギリスの航空母艦の計画ももたらし、この事が鳳翔の開発の最終段階に影響を与えた。鳳翔は、当初から空母として設計され、建造された世界最初の空母となった。
ワシントン海軍軍縮条約の下で、日本は未完成の巡洋戦艦2隻を空母に改造する事が認められた。それが「赤城」と「天城」である。しかしながら、天城は1923年の関東大震災によって損傷し、その代替として「加賀」が建造された。これら3隻の空母によって、空母航空隊の戦闘教義と作戦手順の大部分が確立された。
1932年（昭和7年）1月に起こった第一次上海事変において海軍陸戦隊を支援するため、2月上海沿岸近くに進出していた第一航空戦隊の航空母艦「加賀」所属の一三式艦上攻撃機3機と三式艦上戦闘機3機が、ボーイングP-12戦闘機1機から攻撃を受けて艦攻の搭乗員1名が戦死したものの、これを撃墜した。操縦者はP-12を中華民国政府に売り込み中のアメリカ人のロバート・M・ショートだった。。
1937年（昭和12年）、航空兵科の整備部門が独立し海軍航空部門は、飛行科と整備科の2兵科となった。

### 日中戦争
1937年（昭和12年）7月、盧溝橋事件に端を発して日中間の軍事衝突は拡大の一途を辿り、8月14日上海の日本租界に中国軍の空襲があり、上海にいた第三艦隊旗艦「出雲」から九〇式二号水上偵察機が発進迎撃、敵1機撃墜した。
翌15日、 杭州方面の中国軍飛行場を攻撃するため、空母・加賀より八九式艦上攻撃機16機、九六式艦上攻撃機13機、九四式艦上爆撃機16機を、護衛戦闘機を付けずに出撃させたところ、中国軍のカーチス・ホークIII戦闘機隊に迎撃され、八九艦攻8機、九四艦爆2機が撃墜される。
日本政府（第1次近衛内閣）としても中国軍の補給施設を掃討するため中国本土への爆撃実施を決定、8月5日に海軍第一連合航空隊（木更津海軍航空隊、鹿屋海軍航空隊）に対して、木更津空は大村基地に進駐し南京への、鹿屋空は台北基地（現在の台北松山空港）に進駐して南昌への、攻撃命令が出た。攻撃予定日は8月14日だったが台風のため1日順延され、加賀艦載機隊が損害を受けた8月15日から16日にかけて、両航空隊の九六式陸上攻撃機38機での往復2000kmに及ぶ渡洋爆撃が行われた。これら爆撃行も護衛戦闘機が随伴せず、地上撃破約40機と若干の施設を破壊、防御火力により敵19機撃墜の戦果をあげたが、未帰還9機、不時着含む大破3機、戦死者65名もの大損害を被った。
支那事変（日中戦争）で日中間が本格的な戦争状態になるまで日本海軍航空隊上層部には戦闘機無用論が台頭しており、機種が色々と混ざっている中国空軍機を見くびっていた。しかし中国空軍は全て欧米から購入した最新鋭機ばかり420機を第一線配備しており実際は手強く、日本海軍機は中国軍戦闘機の餌食にされていた。
この時点で前年正式採用されていた九六式艦上戦闘機は18機しかなく急遽、全数を上海に進出させて、9月19日九六艦戦12機が南京上空で待ち構えていた21機の中国軍戦闘機全機を撃墜した。その後も九六艦戦はカーチス・ホークIII、ボーイング・P-26、ポリカルポフ・I-15や同・I-16などに対して戦術的な航空優勢を獲得していき、日本軍が中国大陸沿岸部の制空権を握ることにより戦闘空域が中国奥地へと広がっていく。
日中間で戦争状態に突入してから、1941年（昭和16年）に戦力を対米戦に振り向けるまでの間、帝国海軍航空隊は中国大陸での軍事作戦において重要な役割を果たした。帝国陸海軍の間には激しい競争心があったが、1937年（昭和12年）秋に戦域を統括していた上海派遣軍司令官松井石根陸軍大将は、海軍航空隊の優秀性を認めた。陸軍の戦闘部隊は海軍の航空支援に助けられていたからである。戦争勃発直後には、陸海軍航空協定が結ばれ、北支方面は陸軍、中支・南支は海軍航空隊が主担当となった
他国の海軍航空隊とは異なり、帝国海軍航空隊は戦略爆撃の任務も帯びるようになって、長距離爆撃が行える陸上攻撃機を運用する基地航空隊が大幅に新設されていった。日本軍の戦略爆撃は、大部分が上海、武漢、そして重慶といった中国の大都市に対して行われ、1938年（昭和13年）2月から1943年（昭和18年）8月までの間に約5,000回の攻撃が行われた。

1937年（昭和12年）9月22日及び23日から始められた南京および広州に対する爆撃は、抗議の嵐を呼び起こし、それは国際連盟の極東諮問委員会の決議において最高潮に達した。イギリス外務次官のクランボーン卿は彼自身の声明の中で義憤を表明した 
1937年（昭和12年）12月、日本海軍第三艦隊傘下の第二連合航空隊（第十二航空隊、第十三航空隊）は、南京を攻略する日本陸軍部隊を航空支援している際、陸軍側から「中国兵が商船数隻に分乗し南京から揚子江上流へ逃走中。」との攻撃要請を受け、三木森彦第十二航空隊司令は常州基地より九五式艦上戦闘機、九四式艦上爆撃機、九六式艦上爆撃機、九六式艦上攻撃機の計24機を発進させた。日本機隊は南京から約40km上流地点にいた船舶数隻を当該商船群と見なして、村田重治大尉指揮九六艦攻隊の水平爆撃を皮切りに攻撃を行った。しかし空襲を受けた船の1隻は、中国在住アメリカ人保護のため揚子江の哨戒任務に就いていたアメリカ海軍の砲艦「パナイ号」であり、日本機の攻撃開始から2時間後に沈没する。死者3名、重軽傷者48名だった。第三艦隊司令部は、南京付近のアメリカ海軍艦艇の存在を把握していたのだが、現場の航空部隊にはその情報が伝えられていなかった。パナイ号撃沈を知った第三艦隊司令部は翌13日、飛行機隊の指揮官4人を上海の旗艦出雲に出頭させて事情聴取し誤爆だったとして結局、三並貞三第二連合航空隊司令官の更迭、 米内光政海軍大臣から直接4人の飛行機隊指揮官へ戒告、アメリカ側に賠償金320万ドル余り支払うなど、約2週間で外交的に決着した。
日本軍は漢口に進出すると、陸海軍による重慶爆撃に踏み切った。海軍は九六式陸上攻撃機で空襲したが、援護すべき海軍戦闘機は九六式艦上戦闘機を含め、航続距離が短くて重慶の手前で引き返さざるを得ず、護衛が帰った九六陸攻は重慶上空で中国軍機の迎撃を受けていた。
1940年（昭和15年）7月、漢口の第十二航空隊に正式採用前の十二試艦上戦闘機（7月24日に零式艦上戦闘機として正式採用）が配備される。
9月13日、九六陸攻の護衛で重慶に飛来した零戦13機は中国軍27機と交戦し、被弾4機の損傷のみで敵機を全滅させる（なお中国側の記録では、空戦に参加した中国戦闘機は33機で、内、13機が撃墜され、11機が損傷している）。零戦は長大な航続距離を生かして広大な中国戦線を圧倒、1941年（昭和16年）9月までに敵を100機撃墜、160機地上撃破し、喪失は3機のみであった。これ以降、中国軍機は零戦との対決を避けて、日本軍基地をゲリラ的に襲撃するなどの戦法しか執れなかった。

### 第二次世界大戦

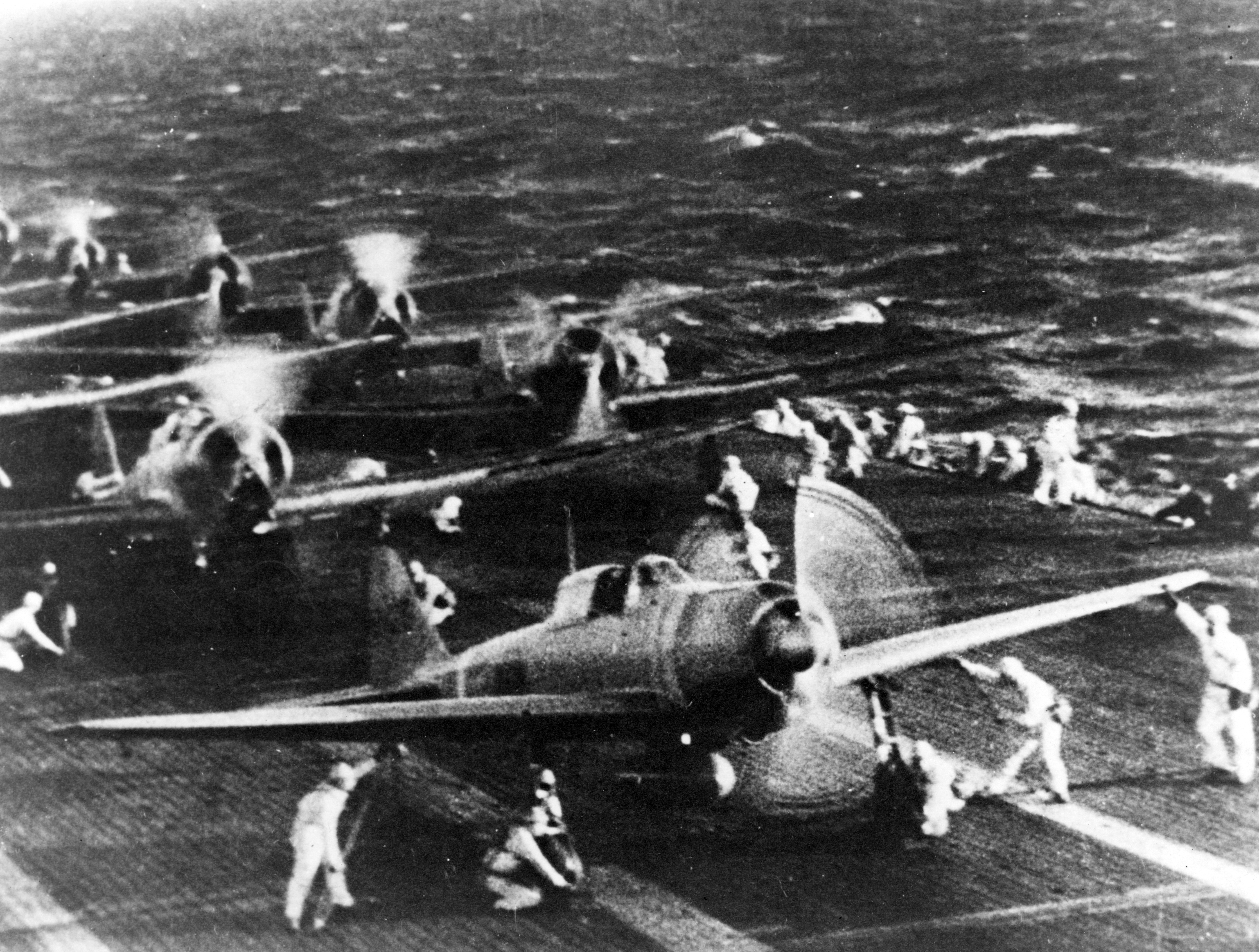
1941年12月7日（現地時間）、発艦準備を行う空母翔鶴の搭載機。

1941年（昭和16年）4月、海軍の空母群を一つに集約した強力な打撃部隊として、第一航空艦隊が編成された 。日本軍は合計10隻の空母を保有しており、その内の6隻は艦隊空母、4隻は小型・改装空母であった。また、1941年1月、外地方面担当の基地航空部隊として第十一航空艦隊が編成された。
1941年（昭和16年）12月8日（ハワイ時間:12月7日）、帝国海軍はハワイの真珠湾を攻撃し、アメリカ太平洋艦隊を無力化し、航空機188機以上を破壊した。日本軍側の損害は航空機29機であった。同日から13日まで、台湾に進出していた第十一航空艦隊所属の戦爆連合隊がフィリピンの米軍基地に空襲を掛け、同地の航空戦力を無力化した。12月10日には、仏印に進出していた11航艦所属爆撃機隊が、イギリス海軍の「プリンス・オブ・ウェールズ」と「レパルス」を撃沈した（マレー沖海戦）。その後もマレー半島・蘭印での航空戦は日本海軍航空隊に一方的に優勢な状況であった。
開戦当初、日本海軍航空隊には新型の零式艦上戦闘機の配備が間に合い、また搭乗員は支那事変を経験した熟練搭乗員が多く、新規搭乗員にも十分な訓練時間が与えられていた。一方で連合国側航空隊は実戦経験者が少なく、太平洋方面に配備されていた航空機は旧式の機種が多かった。
この一連の戦いにおける飛行機の威力は、大艦巨砲主義の終焉を告げるものであった。この戦訓により、大敗した米海軍では直ちに航空主兵の方針に切替え、新造の高速戦艦さえ空母の直接護衛兵力に使用することになった。一方日本海軍では、飛行機の威力に対する認識は深まったものの、戦艦主兵の思想は依然として根強く、用兵や軍備の中心を航空に転換するにはなおも時間がかかった。
1942年（昭和17年）5月の珊瑚海海戦では、空母「祥鳳」が沈没、空母「翔鶴」が大破し、日本海軍航空隊の開戦以来の連勝が止まった。6月のミッドウェー海戦では4隻の空母が沈没し、母艦飛行機隊は大打撃を受けた。このミッドウェー海戦を、太平洋戦争のターニングポイントと見る文献が多い。8月にガダルカナル島に米軍が上陸を開始すると、以降約1年半に渡ってソロモン諸島近海で激しい航空消耗戦が行われた。日本側は多くの熟練搭乗員を失い、新規搭乗員の訓練は間に合わず、搭乗員の技量は低下していった。
1944年（昭和19年）6月、マリアナ諸島をめぐる戦いに伴うあ号作戦およびマリアナ沖海戦では、米機動部隊によって基地航空隊・空母航空隊ともに壊滅した。日本の空母航空隊は、実質このマリアナ沖海戦によって無力化し、以降立て直すことはできなかった。

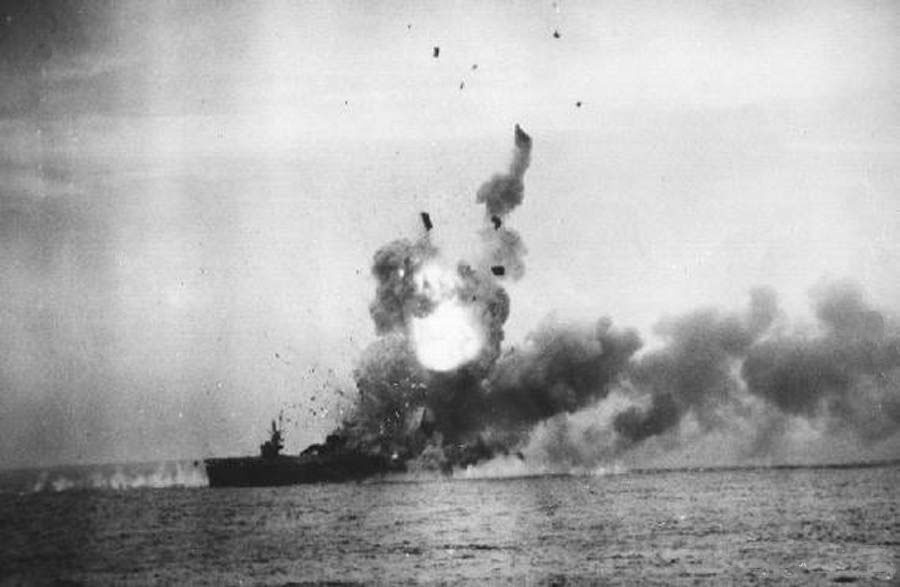
神風特攻隊の突入した米空母セント・ロー

10月には米軍がフィリピンレイテ島に上陸した。在フィリピンの日本海軍航空隊はその直前に、米機動部隊のフィリピンへの空襲および台湾沖航空戦によって、航空機の大半を失っていた。窮余の策として、航空機に爆弾を装備したまま敵艦に突入させる「特別攻撃」が行われた。特攻は当初一時的な作戦であるとされたが、結局恒常化し終戦まで続けられた。海軍の特別攻撃隊は、第一御楯特別攻撃隊や梓特別攻撃隊ほかごく一部の例外を除き「神風特別攻撃隊」（かみかぜとくべつこうげきたい）の名が冠された。
1945年（昭和20年）になると日本本土でも、マリアナ諸島・硫黄島・沖縄県から飛来する米陸軍機や、日本近海に接近した連合国機動部隊から発進した艦載機によって頻繁に日本本土空襲を受けるようになった。飛行機工場は破壊され訓練用の燃料も不足がちで、本土上空の制空権確保もままならなくなっていた。
8月15日に終戦となり、武装解除によって残存していた航空機も一部の例外を除いてすべて破壊された。形式上残っていた組織も、11月30日に海軍省が廃止されたことに伴い消滅した。
1941年（昭和16年）12月16日から1945年（昭和20年）3月20日までの帝国海軍航空隊の戦死者数は搭乗員14,242名及び士官1,579名であった。

#### 開戦時の航空兵力
開戦時、帝国海軍航空隊は2900機以上の航空機を定数としていた。
内訳
- 連合艦隊

艦戦360機。艦爆144機。艦攻200機。陸攻324機。飛行艇48機。陸偵22機。水偵251機。計1,346機。他に輸送機など。
- 支那方面艦隊

21機（主に水偵）
- 内戦部隊

1,618機（主に練習機）

## 組織
日本海軍航空隊の組織は、時期とともに変遷するが、ここでは主に太平洋戦争開戦当初の1941年（昭和16年）後半から1942年（昭和17年）初め頃の組織編制について述べる。

### 水上艦航空隊
南雲忠一中将率指揮する第一航空艦隊には、当時の日本空母10隻中8隻が所属していた。精鋭の搭乗員が集められ、各空母飛行隊に所属した。飛行隊の大きさは任務と乗艦する空母の型によって（少数機から81機まで）様々であった。中型以上の空母には三種類の航空機（戦闘機、攻撃機、急降下爆撃機）が搭載されていた。小型空母は二種類の航空機（戦闘機と攻撃機）のみ搭載する傾向があった。空母以外にも、戦艦・巡洋艦・水上機母艦および大型潜水艦には、水上機が配備されていた。

### 地上基地航空隊

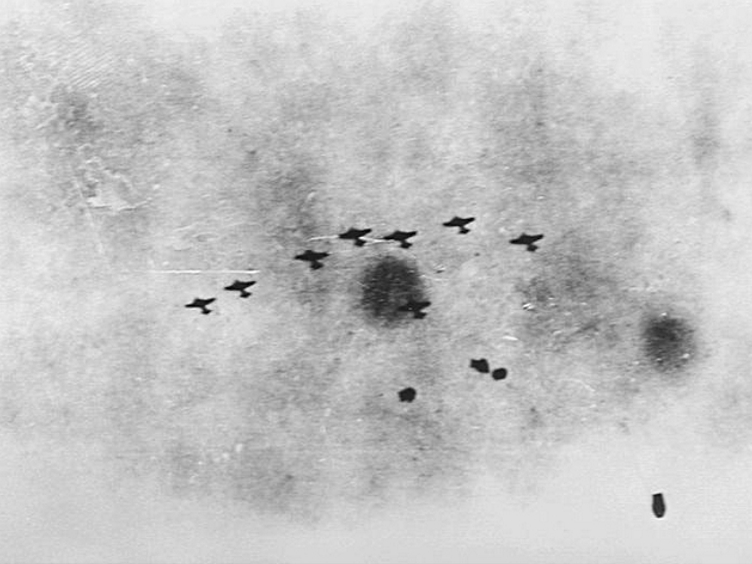
1942年（昭和17年）2月、対空砲火を受ける日本軍の爆撃機編隊。オーストラリア海軍の巡洋艦ホバートから撮影。

日本海軍は沿岸の地上基地に配備した航空隊も保有していた。外地担当の作戦部隊は塚原二四三中将が指揮する第十一航空艦隊に属していた。11航艦には、艦上戦闘機・陸上攻撃機・陸上偵察機のほか、飛行艇や水上偵察機も配備されていた。開戦直前には主に、台湾・仏印・内南洋に展開していた。

### その他
開戦当時の航空兵力は、第3艦隊、第4艦隊、第5艦隊、および連合艦隊に付属する部隊もあった。

### 編制
それぞれの航空艦隊（中将指揮）は一つ或は複数の航空戦隊（少将指揮）で構成されていた。航空戦隊は二つ以上の航空隊（大佐・中佐指揮）で構成された。空母航空隊の場合は空母の搭載数にもよるが12 - 72機の航空機と予備の航空機4 - 12機で構成された。
地上基地航空隊は、9機編成の幾つかの「分隊」（少佐・大尉指揮）で構成されていた。これは帝国陸軍航空隊における「中隊」に相当する。それぞれの分隊は3つの「小隊」（中尉・少尉・兵曹長指揮）に分けられ、それぞれの小隊は3機の航空機で構成された。1944年以降の戦闘機隊小隊は、航空機4機編制となった。他国の航空隊と違い、多くの操縦員は下士官や兵であった。太平洋戦争の開戦当初の海軍航空隊には地名が、特設航空隊には番号名がそれぞれ付与されていた。地名を付与される海軍航空隊は、通常は特定の海軍基地に配されていた。

### 海軍航空隊の番号
外戦部隊の指定を受けた各海軍航空隊と全ての特設航空隊は、1942年（昭和17年）11月から3桁数字（輸送機隊は4桁）の番号を割り当てられた海軍航空隊名に改称した。戦史叢書第95巻『海軍航空概史』に記載のある、1942年（昭和17年）11月1日に施行された「海軍航空隊番号附与標準」での航空隊番号各桁の意味は以下のとおり。
| 数字 | 百の位（航空機の種類）       | 十の位（所管鎮守府名） | 一の位（常設・特設の別）          |
| ---- | ---------------------------- | ---------------------- | --------------------------------- |
| 〇   | -                            | 横須賀鎮守府           | 奇数は常設航空隊 偶数は特設航空隊 |
| 一   | 偵察機航空隊                 | 横須賀鎮守府           | 奇数は常設航空隊 偶数は特設航空隊 |
| 二   | 艦上戦闘機航空隊             | 横須賀鎮守府           | 奇数は常設航空隊 偶数は特設航空隊 |
| 三   | 局地戦闘機航空隊             | 呉鎮守府               | 奇数は常設航空隊 偶数は特設航空隊 |
| 四   | 水上偵察機航空隊             | 呉鎮守府               | 奇数は常設航空隊 偶数は特設航空隊 |
| 五   | 艦上爆撃機、艦上攻撃機航空隊 | 佐世保鎮守府           | 奇数は常設航空隊 偶数は特設航空隊 |
| 六   | 艦載機航空隊                 | 佐世保鎮守府           | 奇数は常設航空隊 偶数は特設航空隊 |
| 七   | 陸上爆撃機、陸上攻撃機航空隊 | 佐世保鎮守府           | 奇数は常設航空隊 偶数は特設航空隊 |
| 八   | 飛行艇航空隊                 | 舞鶴鎮守府             | 奇数は常設航空隊 偶数は特設航空隊 |
| 九   | 海上護衛航空隊               | 舞鶴鎮守府             | 奇数は常設航空隊 偶数は特設航空隊 |
| 一〇 | 輸送機航空隊                 | -                      | -                                 |

## 海軍航空機の命名規則
帝国海軍は、太平洋戦争開戦時には3種類の航空機命名規則を使っていた。それらは、試作機を示す「試」の命名規則、型式番号による命名規則、航空機略号による命名規則である。
新しい設計が出来ると、最初は試作機である事を示す「試」の番号が命名される。この番号は元号の年号に基づいて命名された。例えば、三菱の零式艦上戦闘機は、最初（昭和12年）に海軍十二試艦上戦闘機と命名された。
航空機が生産に入ると、正式な型式番号を与えられた。零式艦上戦闘機の「零」は西暦1940年（昭和15年）にあたる「皇紀2600年」の下二桁から命名された 。
また1942年（昭和17年）以降、航空機にはアルファベットと数字による略号も与えられた。
- 最初の1文字あるいは2文字のアルファベットは、航空機の基本的な種類や使用目的を表す。
- その次に、その種類の航空機として製造された型式ごとに付与する一連番号が来る。
- 3番目に来るアルファベットは、製造者名を示す文字であり、日本国外のメーカーも幾つか含められていた。（例えば、一式陸上攻撃機の略号「G4M」は、陸上攻撃機(G)として、海軍における4番目のものであり、三菱(M)で設計あるいは製造された事を示す。また、深山の略号「G5N」は、海軍として5番目の陸上攻撃機であり、中島飛行機(N)が製造した事を示している。）
- 4番目に来るのは、航空機のバージョンを表す番号である。

従って、零式艦上戦闘機の最初の生産時のバージョンは、A6M1となる。
| 文字 | 種類                             | 製造者                                           |
| ---- | -------------------------------- | ------------------------------------------------ |
| A    | 艦上戦闘機                       | 愛知 (愛知時計電機および愛知航空機)              |
| B    | 艦上攻撃機(雷撃あるいは水平爆撃) | 中島飛行機                                       |
| C    | 艦上偵察機                       | 中島飛行機                                       |
| D    | 艦上爆撃機(急降下爆撃)           | 愛知 (愛知時計電機および愛知航空機)              |
| E    | 水上偵察機                       | 愛知 (愛知時計電機および愛知航空機)              |
| F    | 水上観測機                       | 三菱重工業                                       |
| G    | 陸上攻撃機(地上基地)             | 東京瓦斯電気工業（のち日立航空機）、グラマン(米) |
| H    | 飛行艇(偵察)                     | 広海軍工廠（のち第11海軍航空廠）、ホーカー（英） |
| He   | -                                | エルンスト・ハインケル(独)                       |
| J    | 陸上戦闘機                       | 日本小型飛行機、ユンカース（独）                 |
| K    | 練習機                           | 川西航空機                                       |
| L    | 輸送機                           | -                                                |
| M    | 特殊水上機                       | 三菱重工業                                       |
| MX   | 特殊機                           | -                                                |
| N    | 水上戦闘機                       | 中島飛行機                                       |
| P    | 陸上爆撃機(地上基地)             | 日本飛行機                                       |
| Q    | 哨戒機(対潜戦闘)                 | -                                                |
| R    | 偵察機(地上基地)                 | -                                                |
| S    | 夜間戦闘機                       | 佐世保海軍工廠（のち第21海軍航空廠）             |
| Si   | -                                | 昭和飛行機                                       |
| V    | -                                | ヴォート・シコルスキー(米)                       |
| W    | -                                | 渡辺鉄工所（のち九州飛行機）                     |
| Y    | -                                | 横須賀海軍工廠（海軍航空技術廠、第1海軍技術廠）  |
| Z    | -                                | 美津濃グライダー製作所                           |

上述の型式番号が命名された後、更に小さな変更が加えられた場合は、上述の命名の後ろに小分類番号を付した。略号のうち、製造者名までの所はその設計の機体が退役するまで変わらない。
航空機の設計目的が変更された幾つかの場合、既にある略号の末尾にダッシュと二つ目の型名を示す文字を加える事により新しい使用目的を示した（例えば、九七式飛行艇(H6K4)は川西(K)が設計した、海軍として6番目の飛行艇(H)の4番目のバージョンであるが、この航空機が兵員や物資の輸送機として主に装備されるようになると、その略号は「H6K4-L」となった）。